# Hacob II de Tarsus
Hacob II de Tarsus o de Tars fou patriarca de l'església armènia del 1327 al 1341.
Es va oposar obertament a les peticions del rei Lleó V d'Armènia Menor en favor de la unió amb l'església romana, que el rei necessitava per obtenir suport contra els mamelucs egipcis. Va refusar subscriure les desiderata del Papa tant sobre disciplina eclesiàstica com sobre teologia. El conflicte va arribar a un grau de màxima tensió quan el patriarca, pressionat pel rei, va amenaçar d'excomunicar-lo (1340) i el rei el va fer deposar (1341). El clergat i els nakharark van assassinar al rei el 28 d'agost de 1341 (o podria ser el 1342). El va substituir Mekhitar I de Gner.